# Hipoalbuminemia
La hipoalbuminemia es una condición clínica en la cual existe una disminución en los niveles séricos de albúmina por debajo de 3,5 g/dL. La albúmina es la principal proteína de la circulación, responsable de un 60 % del total de la masa proteica del plasma. Muchas hormonas, drogas y otras moléculas viajan unidas a la albúmina por medio del torrente sanguíneo para posteriormente ser liberado y cumplir su rol biológico. Por ejemplo, el calcio al viajar unido a la albúmina se hace vulnerable a las alteraciones que puede existir en la concentración de esta proteína (aumentando o disminuyendo su concentración activa), lo mismo ocurre con drogas y hormonas. Además, la hipoalbuminemia provoca una disminución en la presión oncótica del plasma provocando extravasación del plasma y edema.
Existen múltiples causas que pueden desencadenar o provocar una disminución en los niveles de la albúmina plasmática. Dentro de los mecanismos puede existir un aumento en la eliminación de albúmina o una disminución en su síntesis.

## Causas que aumentan la eliminación de albúmina
- Síndrome nefrótico

## Causas que disminuyen la síntesis de albúmina
- Enfermedad hepática
- Desnutrición

Al parecer, un factor importante que controla la síntesis hepática de la proteína es la presión osmótica del plasma que perfunde el hígado, de tal modo la hipoalbuminemia provoca un aumento no específico de la síntesis hepática de proteínas.